# أحمد بن جاسم بن محمد آل ثاني

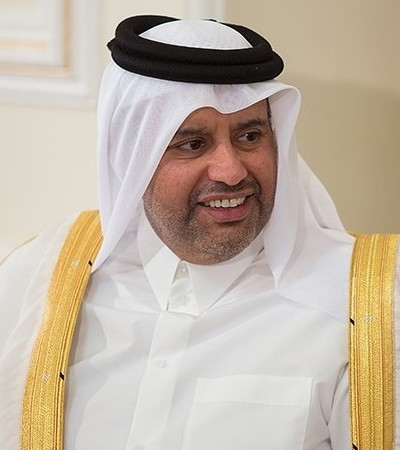
أحمد بن جاسم بن محمد آل ثاني

أحمد بن جاسم بن محمد آل ثاني شيخ قطري من أسرة آل ثاني، عين وزيراً للاقتصاد والتجارة القطري من 26 يونيو 2013 وحتى نوفمبر 2018 وكان قبلها مديراً عاماً شبكة الجزيرة الإعلامية للفترة من 20 سبتمبر 2011 إلى 26 يونيو 2013 وشهدت الشبكة في عهده إنجازات عدة منها إطلاق قناة الجزيرة أمريكا. كما شغل سابقا منصب مدير الهندسة والمشاريع في شركة قطر للغاز وأسهم في تدعيم قدرات الشركة وتوسعها محليا وعالميا. ويشغل حاليا الشيخ أحمد بن جاسم بن محمد آل ثاني منصبي مستشار أمير قطر للشؤون الاقتصادية، والأمين العام للمجلس الأعلى للشؤون الاقتصادية والاستثمار بدولة قطر.

## نشأته
حصل على بكالوريوس في هندسة البترول متبوعا بدراسات عليا ماجستير في الإدارة المتكاملة للمشاريع البترولية من كلية إمبريال للعلوم والتكنولوجيا والطب في بريطانيا ومعهد البترول الفرنسي، وجامعة دلفت للتكنولوجيا في هولندا. كما أنهى برنامج دراسات القادة في جامعة كارنيغي ميلون في قطر.

## مسيرته
بدأ مسيرته المهنية منذ سنة 1995 في عدة مناصب في شركة قطر غاز للتشغيل المحدودة بدءا من وظيفة مهندس إلى رئيس قسم هندسة الإنتاج، ثم مديرا للإنتاج والمكامن، ثم مديرا لعمليات المنصة البحرية، وأخيرا مدير ورئيس مجموعة الهندسة والمشاريع.
عين مديراً عاماً لشبكة الجزيرة في سبتمبر 2011 ثم صدر قرار في 26 يونيو 2013 من حضرة صاحب السمو الشيخ/ تميم بن حمد آل ثاني أمير دولة قطر بتعيينه وزيراً للاقتصاد والتجارة حتى نوفمبر 2018، ثم عين في عام 2020 مستشاراً لأمير قطر للشؤون الاقتصادية وفي عام 2021 أميناً عاماً للمجلس الأعلى للشؤون الاقتصادية والاستثمار إضافة إلى منصب المستشار.

## وصلات خارجية
- الشيخ أحمد بن جاسم بن محمد آل ثاني	 الجزير.نت